# Crossosoma cavernicola
Crossosoma cavernicola är en mångfotingart som först beskrevs av Manfredi 1951.  Crossosoma cavernicola ingår i släktet Crossosoma och familjen knöldubbelfotingar. Utöver nominatformen finns också underarten C. c. ribauti.